# Hjalmar Fogelmarck
Hjalmar Fogelmarck, född 20 december 1866 i Västervik, död 5 april 1946 i Arlöv, var en svensk ingenjör.

## Biografi
Fogelmarck utexaminerades från Kungliga Tekniska högskolan 1889. Han blev löjtnant vid Väg- och vattenbyggnadskåren 1894, kapten 1904, major 1908, överstelöjtnant 1916 och överste 1925. Fogelmarck var avdelningsingenjör vid Statens järnvägsbyggnader 1893, arbetschef vid banan Gellivare-Riksgränsen 1898–1903, undersökningsledare 1903–1908, samt överingenjör och chef för Väg- och vattenbyggnadskåren 1917–1931. Han var ledamot av byggnadskommissionen för dubbelspåret Rönninge-Ström 1912. Fogelmarck är begravd på Norra begravningsplatsen utanför Stockholm.

## Utmärkelser
- Kommendör av första klassen av Vasaorden, 6 augusti 1937.[2]
- Kommendör av andra klassen av Vasaorden, 6 juni 1919.[3]
- Riddare av första klassen av Vasaorden, 1903.[4]
- Kommendör av andra klassen av Nordstjärneorden, 20 september 1922.[5]
- Riddare av Nordstjärneorden, 1911.[6]
- Kommendör av andra klassen av Norska Sankt Olavs orden, tidigast 1925 och senast 1928.[7][8]